# Vitesco Technologies
Vitesco Technologies Group AG (tidligere Continental Powertrain) er en tysk underleverandør til bilindustrien med hovedkvarter i Regensburg. De udvikler og producerer drivlinjer og udstyr til drivlinjer samt øvrige komponenter til bilindustri.
I 2019 blev der etableret et datterselskab til Continental AG, som blev navngivet Continental Powertrain. I oktober 2019 skiftede de navn til Vitesco Technologies. 29. April 2021 blev Vitesco Technologies delt fra Continental ved et spin-off.